# Dis (Divina Comédia)
Dis, na Divina Comédia de Dante Alighieri, é a cidade dos mortos (em italiano: La città infuoccata di Dite). Está localizada no sexto círculo. Os que são punidos no Dis são pecadores ativos: hereges, assassinos, suicidas, estelionatários e traidores. Os muros do Dis são guardados por anjos caídos.

## Dis na cultura popular
- No jogo Doom, Dis é a última missão do terceiro episódio, consistindo num tipo de fortaleza demoníaca murada e isolada, onde o jogador deve destruir o monstro Spider Mastermind, responsável direto pela invasão dos seres do inferno às bases militares nas luas de Marte.